# Thiou (fiume)
Il Thiou /tju/ è un piccolo fiume lungo 3,5 km - il più corto di Francia - emissario naturale del lago di Annecy e affluente del Fier.
Il fiume, che costituisce l'asse principale della città di Annecy, raccoglie le acque del lago attraverso due bracci principali, il « Port », corso naturale che scorre nella città vecchia e consente la navigazione al suo interno, e il « canal du Vassé », dal percorso tortuoso in parte sotterraneo che percorre anch'esso la parte centrale della città ed è utilizzato per alimentare i fossati delle mura. A Cran-Gevrier sfocia nel Fier.